# Return to Rajapur
Return to Rajapur – autorski debiut Nandy Anand, która jest autorką scenariusza, producentką i reżyserem filmu. W zrealizowanym po angielsku dramacie indyjsko-amerykańskim rolę główną gra Manoj Bajpai, znany z filmów Satya, Pinjar i Zubeidaa.

## Obsada
- Manoj Bajpai jako Jai Singh
- Lynn Collins jako Sara Reardon
- Kelli Garner jako Samantha Hartley
- Bhanu Goswami jako Amar
- Rita Joshi jako Shefali
- Vinit Kumar jako Lal
- Frank Langella jako Ned Bears
- Justin Theroux jako Jeremy Reardon
- Celia Weston jako Melanie Parker

Reżyser filmu pochodzi z tradycyjnej rodziny hinduskiej z południa Indii. Skończyła psychologię w USA Columbia University i sztukę filmową w Nowym Jorku. Szkolona w klasycznym tańcu indyjskim. Czyta, pisze i rozmawia w 5 językach. Pisze poezje i maluje.